# Заря (Выселковский район)
Заря — село в Выселковском районе Краснодарского края.
Входит в состав Березанского сельского поселения.

## География

### Улицы
1. Прогрессивная
2. Чкалова
3. Школьная
4. Маяковского
5. Южная
6. Хлеборобная

## Образование
В селе имеется основная общеобразовательная школа №20 Архивная копия от 1 апреля 2022 на Wayback Machine. НА базе школы действуют спортивный клуб «Заря» и детский сад МДОУ №20 «Чебурашка». По данным публичного доклада школы за 2009—2010 учебный год количество обучающихся составляло 52 человека, количество педагогических работников 10 чел., из них 1 Отличник просвещения. В селе также находится музей. Летом в учреждении действует летняя оздоровительная площадка.

## Правоохранительные органы
Заря входит в Участковый пункт милиции №3.

## Местное самоуправление
11 ноября 2009 года на выборах депутатов Совета Березанского сельского поселения Выселковского района второго созыва были избраны по округу № 8:
1. Гриневич Маргарита Феликсовна (самовыдвиженец)
2. Кривуля Анатолий Анатольевич (самовыдвиженец)

## Досуг и культура
В селе имеется сельский дом культуры «Заря», в котором расположены библиотека и клуб. В здании дома культуры также находится фельдшерско-акушерский пункт.

## Население
| 2002 | 2010 |
| ---- | ---- |
| 638  | ↗708 |